# 賈科莫·佩雷斯-多托納
賈科莫·佩雷斯-多托納（法語：Giacomo Perez-Dortona；1989年11月11日—）是一位法國游泳運動員。在2013年巴塞羅那游泳世錦賽上，他獲得4乘100米接力項目的金牌。他也參加了2012年倫敦奧運。